# Giải bóng đá hạng nhất quốc gia Bỉ 1908–09
Đây là thống kê của Giải bóng đá hạng nhất quốc gia Bỉ mùa giải 1908-09.

## Tổng quan
Giải có sự tham gia của 12 đội, và Union Saint-Gilloise giành chức vô địch.

## Bảng xếp hạng
| Vị thứ | Đội bóng                    | St | T  | H | B  | BT  | BB | Đ  | HS  | Ghi chú                       |
| ------ | --------------------------- | -- | -- | - | -- | --- | -- | -- | --- | ----------------------------- |
| 1      | Union Saint-Gilloise        | 22 | 19 | 3 | 0  | 101 | 13 | 41 | +88 |                               |
| 2      | Daring Club de Bruxelles    | 22 | 15 | 4 | 3  | 63  | 27 | 34 | +36 |                               |
| 3      | F.C. Brugeois               | 22 | 15 | 3 | 4  | 63  | 26 | 33 | +37 |                               |
| 4      | Racing Club de Bruxelles    | 22 | 14 | 2 | 6  | 59  | 21 | 30 | +38 |                               |
| 5      | Beerschot                   | 22 | 10 | 3 | 9  | 62  | 45 | 23 | +17 |                               |
| 6      | C.S. Brugeois               | 22 | 11 | 0 | 11 | 57  | 45 | 22 | +12 |                               |
| 7      | Excelsior S.C. de Bruxelles | 22 | 9  | 4 | 9  | 41  | 40 | 22 | +1  |                               |
| 8      | Antwerp F.C.                | 22 | 7  | 1 | 14 | 48  | 57 | 15 | -9  |                               |
| 9      | S.C. Courtraisien           | 22 | 5  | 3 | 14 | 27  | 86 | 13 | -59 |                               |
| 10     | Léopold Club de Bruxelles   | 22 | 3  | 5 | 14 | 30  | 70 | 11 | -40 |                               |
| 11     | F.C. Liégeois               | 22 | 5  | 1 | 16 | 22  | 84 | 11 | -62 |                               |
| 12     | R.C. BBntois                | 22 | 2  | 3 | 17 | 19  | 78 | 7  | -59 | Xuống hạng Promotion Division |